# Geneva (Florida)
Geneva is een plaats (census-designated place) in de Amerikaanse staat Florida, en valt bestuurlijk gezien onder Seminole County.

## Demografie
Bij de volkstelling in 2000 werd het aantal inwoners vastgesteld op 2601.

## Geografie
Volgens het United States Census Bureau beslaat de plaats een oppervlakte van
32,2 km², waarvan 29,5 km² land en 2,7 km² water. Geneva ligt op ongeveer 13 m boven zeeniveau.

## Plaatsen in de nabije omgeving
De onderstaande figuur toont nabijgelegen plaatsen in een straal van 24 km rond Geneva.